# Зотинский сельсовет (Курганская область)
Зотинский сельсовет — упразднённое сельское поселение в Петуховском районе Курганской области Российской Федерации.
Административный центр — село Зотино.
Законом Курганской области от 12 мая 2021 года № 49 к 24 мая 2021 года упразднён в связи с преобразованием муниципального района в муниципальный округ.

## История
Статус и границы сельского поселения установлены Законом Курганской области от 4 ноября 2004 года № 639 "Об установлении границ муниципального образования «Зотинский сельсовет», входящего в состав муниципального образования «Петуховский район».

## Население
| 1989 | 2002 | 2004 | 2010 | 2012 | 2013 | 2014 |
| ---- | ---- | ---- | ---- | ---- | ---- | ---- |
| 658  | ↘628 | ↗640 | ↘483 | ↘443 | ↘414 | ↘397 |
| 2015 | 2016 | 2017 | 2018 | 2019 | 2020 |      |
| ↘388 | ↘382 | ↗390 | ↘385 | ↘370 | ↘362 |      |

## Состав сельского поселения
| № | Населённый пункт | Тип населённого пункта       | Население |
| - | ---------------- | ---------------------------- | --------- |
| 1 | Горбунешное      | село                         | ↘103      |
| 2 | Зотино           | село, административный центр | ↘380      |